# Digitolabrum
Genre
Synonymes
†Dientomochilus (Digitolabrum) Cossmann, 1904
Digitolabrum est un genre fossile de mollusques marins de la classe des gastéropodes, rangés dans l'ordre des Littorinimorpha et la famille des Rostellariidae.

## Liste des espèces
- †Digitolabrum abedi Abbass, 1967[2] - Éocène - Égypte
- †Digitolabrum blaviensis
- †Digitolabrum elegans (Cuvillier, 1930[3]) (syn. Chenopus elegans Cuvillier, 1930) - Éocène supérieur - Djebel de Mokattam, en Égypte
- †Digitolabrum gracilidigitatis
- †Digitolabrum princeps (Vasseur)
- †Digitolabrum zigni (de Gregorio, 1880)